# Звёздчатая пристелла
Звездчатая пристелла (лат. Pristella maxillaris) — вид лучепёрых рыб из семейства харациновых. Единственный вид рода Pristella.
Вид широко распространён в Южной Америке. Обитает в бассейне рек Амазонки и Ориноко, в реках Гайаны. Предпочитает тёплую воду с температурой от 24 до 28 °C и густую растительность.
Эти рыбы имеют прозрачное тело и достигают в длину 4,5 см. Живут в больших группах. Самцы мельче самок.
Питаются мелкими насекомыми и планктонными организмами.